# 아웃 스페이스
아웃 스페이스(It Came From Outer Space)는 미국에서 제작된 잭 아놀드 감독의 1953년 공포, SF, 스릴러 영화이다. 리차드 칼슨 등이 주연으로 출연하였고 윌리엄 알랜드 등이 제작에 참여하였다.

## 출연

### 주연
- 리차드 칼슨
- 바바라 루쉬
- 찰스 드레이크

### 조연
- 러셀 존슨
- 조 소여
- 앨런 덱스터
- 데이브 윌록
- 조지 엘디리지
- 브래드포드 잭슨
- 버드 버스터
- 에드가 디어링
- 캐슬린 휴즈
- 윌리엄 풀렌
- 버지니아 뮬렌

## 제작진
- 의상: 로즈마리 오델